# Station Eleven
Cet article concerne le roman de Emily St. John Mandel. Pour la série qui en est l'adaptation, voir Station Eleven.
Station Eleven (titre original : Station Eleven) est un roman de science-fiction post-apocalyptique d’Emily St. John Mandel, paru en 2014.
Le roman est finaliste au National Book Award en 2014 et reçoit le prix Arthur-C.-Clarke en 2015.

## Résumé
Lors d'une représentation de la pièce Le Roi Lear de Shakespeare au Elgin Theatre à Toronto, l'acteur Arthur Leander, interprète du rôle titre, est terrassé par une crise cardiaque. Un spectateur suivant une formation de secouriste paramédical, Jeevan Chaudhary, monte sur scène pour le ranimer, sans succès. Il réconforte ensuite Kirsten Raymonde, une enfant actrice perturbée par le décès d'Arthur dont elle vient d'être témoin. Après avoir quitté le théâtre, Jeevan se promène dans les rues enneigées. Il reçoit un appel d'un ami médecin, qui le presse de quitter Toronto : une grippe mortelle en provenance de Géorgie se propage rapidement dans la ville. Jeevan achète des provisions, puis se cloître dans l'appartement de son frère paraplégique. Quatre-vingt-dix-neuf pour cent des êtres humains meurent au cours des trois semaines suivant le début de l'épidémie mondiale.
Vingt ans plus tard, Kirsten fait partie d'un groupe d'acteurs et de musiciens nomades connu sous le nom de Symphonie Itinérante. Âgée de huit ans au moment de l'épidémie, elle se souvient très peu de sa vie avant l'An Un. Elle lit régulièrement deux volumes d'un roman graphique intitulé Dr Eleven, offerts par Arthur peu avant sa mort. La troupe suit un trajet en boucle autour de la région des Grands Lacs, faisant halte dans les communautés pour interpréter des pièces de Shakespeare et de la musique classique. Kirsten profite de leurs déplacements pour fouiller des maisons abandonnées, cherchant de vieux magazines de presse people afin de recueillir des articles sur l'acteur Arthur Leander. De retour dans une ville où la troupe s'était séparée de Jeremy et Charlie, celle-ci ne pouvant plus voyager en raison de sa grossesse, les membres de la Symphonie Itinérante apprennent que le couple a mystérieusement disparu. La ville est dorénavant sous le contrôle d'un inquiétant prophète, qui contraint des jeunes filles à devenir ses épouses. Les membres de la troupe quittent rapidement les lieux après une unique représentation. Ils se dirigent vers le musée des civilisations, situé dans l'ancien aéroport de Severn City, au Michigan, espérant y retrouver Charlie et Jeremy. En chemin, ils découvrent une passagère clandestine de douze ans, promise au prophète comme épouse, qui s'est cachée dans leur caravane. Ils l'autorisent à rester avec eux. Peu de temps après, des membres de la Symphonie Itinérante commencent à disparaître. Lors d'une escale, Kirsten et son ami August s'éloignent pour pêcher. À leur retour, la troupe s'est volatilisée. Ils reprennent seuls la route vers le musée.
Kirsten ignore que le roman graphique Dr Eleven a été écrit par la première épouse d'Arthur, Miranda Carroll. Quatorze ans avant l'effondrement de la civilisation, Miranda interrompit sa relation avec un artiste peintre et épousa Arthur. Cependant, alors que la renommée d'Arthur atteignait son apogée, Miranda réalisa qu'il avait une liaison avec une femme qui allait devenir sa deuxième femme, Elizabeth Colton. La nuit où Miranda découvrit l'affaire, elle sortit de chez elle et demanda au paparazzi dehors s'il avait une cigarette. Le paparazzi n'était autre que Jeevan. Des années plus tard, alors que Jeevan tentait de changer de métier en devenant journaliste de divertissement, Arthur lui donna l'exclusivité sur sa séparation à venir avec Elizabeth et leur jeune enfant Tyler ainsi que sur sa nouvelle liaison avec Lydia Marks, la vedette féminine de son nouveau film. Jeevan réfléchit à cela alors que son frère Frank et lui sont enfermés dans l'appartement de Frank, observant par les fenêtres les ravages de l'épidémie. Au bout d'un moment, ils se rendent compte que personne ne vient les sauver. Frank, paralysé des deux jambes, se suicide quand les provisions viennent à manquer, pour permettre à son frère de quitter l'appartement sans avoir à s'occuper de lui. Jeevan entreprend un voyage dans le sud et finit après de nombreuses années par trouver un campement où il se marie et en devient le médecin.
Pendant ce temps, en l'An Un, Clark Thompson, le meilleur ami d'Arthur Leander, informe Elizabeth Colton qu'Arthur est mort. Clark, Elizabeth et son fils Tyler, se retrouvent sur le même vol New York-Toronto pour se rendre aux funérailles d'Arthur lorsque l'avion est redirigé vers l'aéroport de Severn City en raison de l'épidémie. Parmi les nombreuses personnes bloquées à l'aéroport, une grosse partie choisit d'en partir et les restants s'organisent en communauté. Clark, au fil des années, devient le conservateur du Musée des civilisations qu'il a créé, rassemblant des artefacts tels que des iPhones et des ordinateurs portables et explique aux enfants nés après la pandémie à quoi ils servaient. Alors que la plupart des survivants de l'aéroport réussissent à faire face à leur nouvelle vie, Elizabeth et Tyler deviennent de plus en plus religieux, convaincus que l'épidémie s'est produite pour une raison particulière et que ceux qui ont été épargnés étaient en fait des élus. Ils partent finalement deux ans plus tard avec une troupe de religieux venue faire halte à l'aéroport.
En l'An Vingt, Kirsten et August rencontrent un groupe d'hommes du prophète tenant prisonnier l'un des membres de leur troupe, Sayid, qui avait disparu quelque temps auparavant. Ils parviennent à tuer les hommes du prophète et libèrent ainsi Sayid, qui les informe qu'un autre disparu de la Symphonie Itinérante, Dieter, a été tué et que l'otage que les hommes du prophète ont pris pour remplacer Dieter a réussi à s'échapper et a fui pour avertir la troupe, ce qui explique que Kirsten et August n'aient jamais été capables de retrouver la Symphonie Itinérante. Effrayés, Kirsten, August et Sayid prennent rapidement la direction de l'aéroport de Severn City. Kirsten est cependant découverte par le prophète lui-même, dont le chien porte le même nom que celui de Dr Eleven dans la bande dessinée homonyme. Au moment où le prophète s'apprête à la tuer, il récite des phrases issues de la bande dessinée, phrases que Kirsten reconnaît. Elle lui en cite de nouvelles, le distrayant assez longtemps pour qu'une de ses plus jeunes sentinelles, qui ne veut pas faire partie de son culte, tire sur lui et le tue avant de retourner son arme contre lui et de se suicider. Kirsten, August et Sayid se rendent à l'aéroport où ils retrouvent Charlie, Jeremy et le reste de la Symphonie Itinérante. Clark rencontre Kirsten et réalise qui elle est de par son attachement à Arthur ; il découvre également que le prophète n'était autre que Tyler Leander, le fils d'Arthur et d'Elizabeth. Clark emmène Kirsten en haut de la tour de contrôle de l'aéroport, où il lui montre une ville au sud dont on aperçoit les lumières électriques, prouvant ainsi que le progrès technique recommence à prendre racine.
Cinq semaines plus tard, Kirsten part avec la Symphonie Itinérante pour la ville du sud aperçue depuis la tour. Elle donne un exemplaire du Dr Eleven au musée de Clark. Ce dernier lit la bande dessinée et y reconnaît une scène empruntée à un dîner auquel il a participé en compagnie d'Arthur et de Miranda. Il se remémore aussi de vieux souvenirs en compagnie d'Arthur, et sa vie passée d'homme gay à Toronto.

## Adaptation en série télévisée
Le roman Station Eleven est adapté en une série télévisée américaine par Patrick Somerville pour HBO Max en décembre 2021.
Le tournage, qui se déroulait à Chicago en janvier 2020, a été interrompu à cause du COVID-19 ; il a repris à Mississauga de février à juillet 2021.